# Делоне, Жюль Эли
Жюль-Эли Делоне (фр. Delaunay, Jules-Élie, 1828—1891) — французский исторический живописец.

## Жизнь и творчество
Жюль-Эли Делоне — ученик Ипполита Фландрена и Луи Ламота, посещавший после занятий под их руководством Парижское училище изящных искусств и получивший по выходе из него так называемые римские премии — второстепенную в 1853 году и первостепенную в 1856 году (за картину «Возвращение юноши Товии в родительский дом»). После его возвращения из Рима ему было поручено много важных заказов.
Картины Делоне на сюжеты из священной истории отличаются глубиной вложенного в них религиозного чувства, а картины недуховного содержания — драматизмом и жизненной правдой. Из числа произведений первого рода в особенности достойны внимания «Причащение апостолов», сильно напоминающее Рафаэля и «Страсти Христовы»; из картин второго рода: «Заговор Брута», «Смерть нимфы Гесперии», «Чума в Риме», «Смерть кентавра Несса» и несколько жанровых сцен. Ему принадлежит стенная живопись в парижской церкви Пресвятой Троицы и плафон в одном из залов Новой Оперы, изображающий «Апофеоз пения».
Был награждён медалью первого класса на парижской выставке 1878 года и почётной медалью в 1889 году.
В 1878 году стал офицером Ордена Почётного легиона.
В последние годы жизни писал почти исключительно портреты. Умер в Париже в 1891 году.

## Галерея

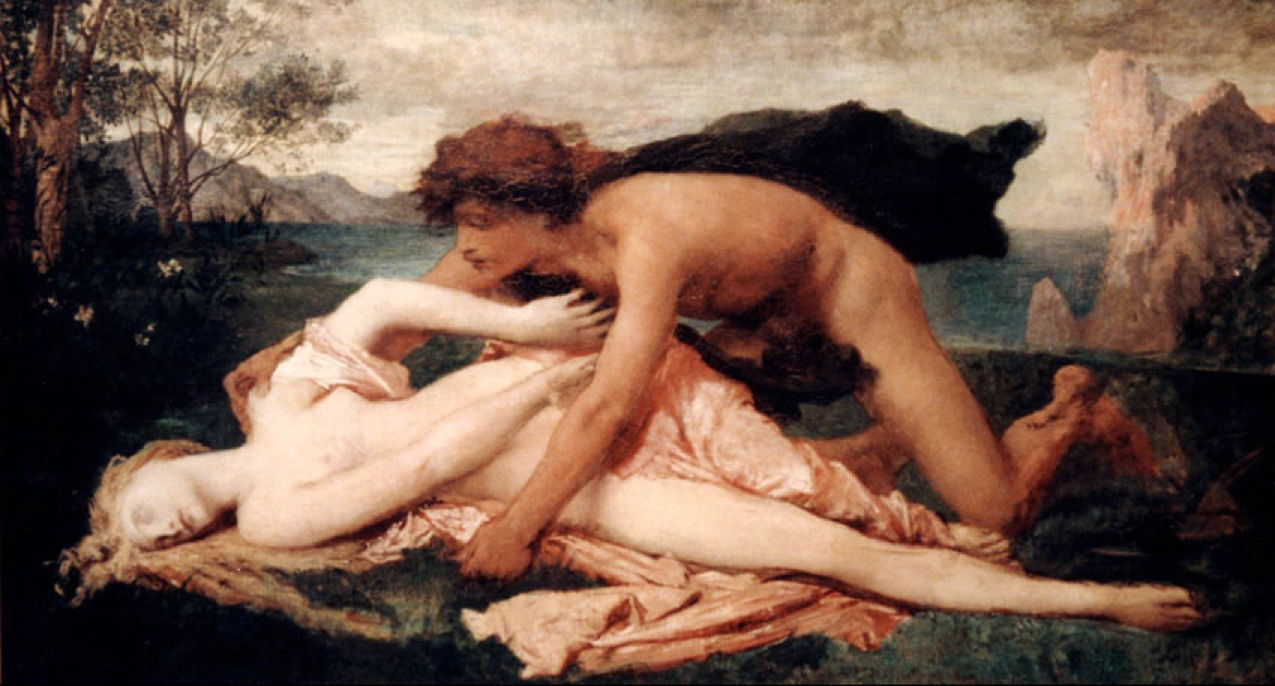
Нимфа Гесперия, оплакиваемая Эсаком, 1859, Копенгаген, Новая глиптотека Карлсберга
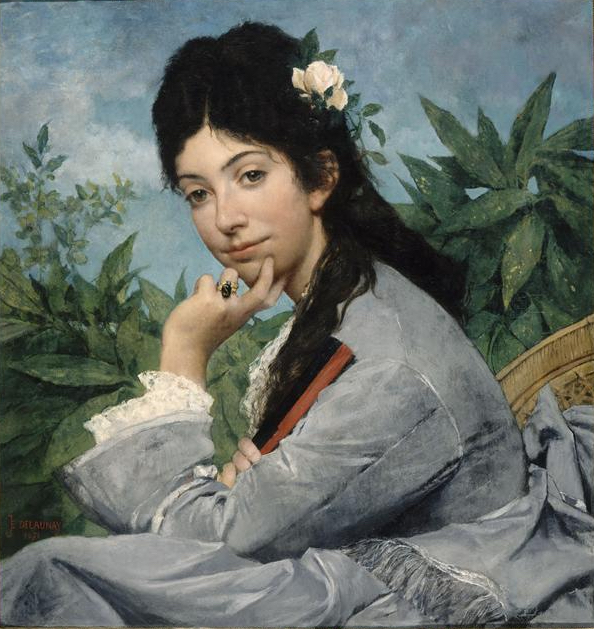
Портрет мадемуазель Стефани Бруссе, 1871, Музей изящных искусств (Нант)
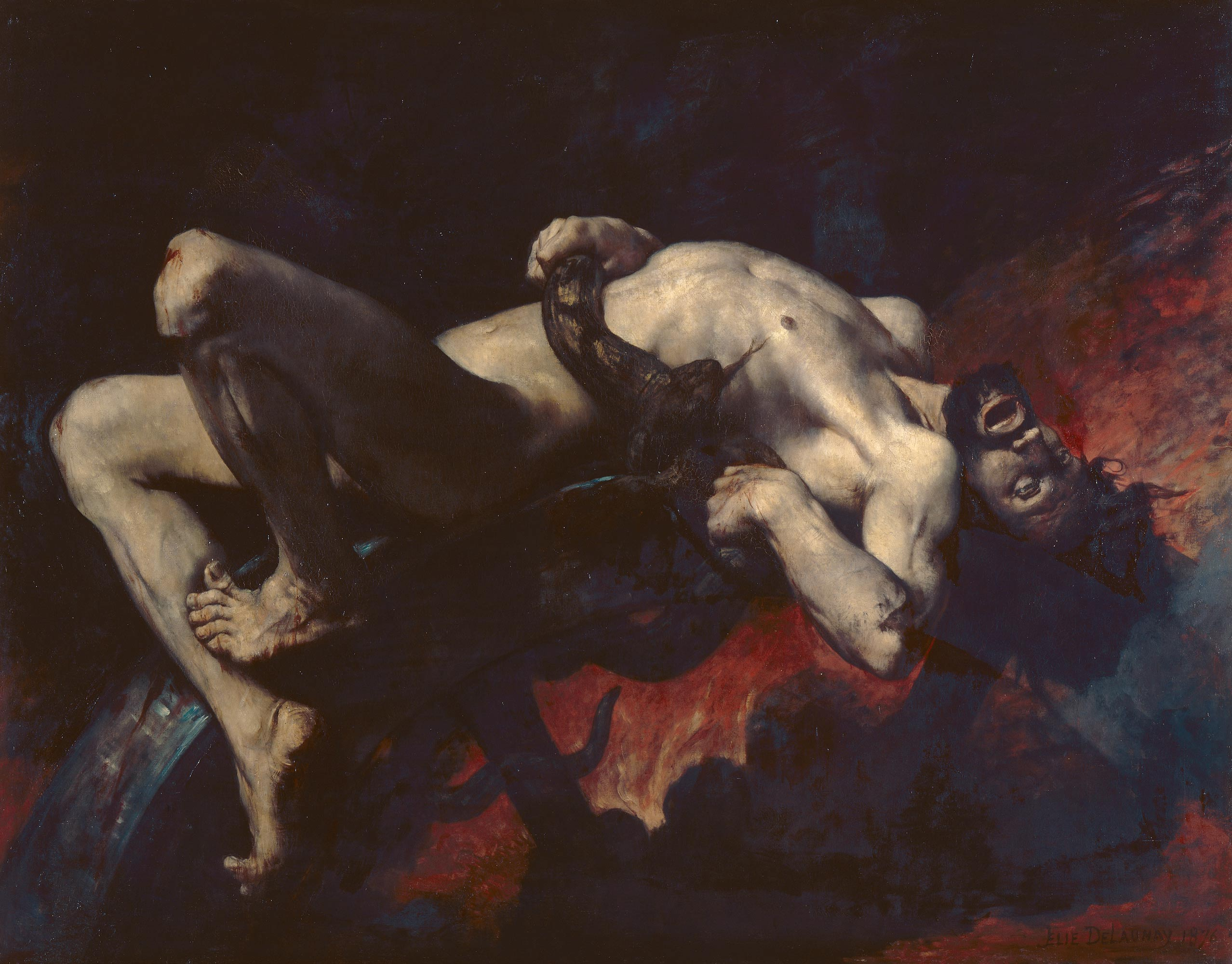
Иксион, брошенный в подземный мир, 1876, Музей изящных искусств (Нант)
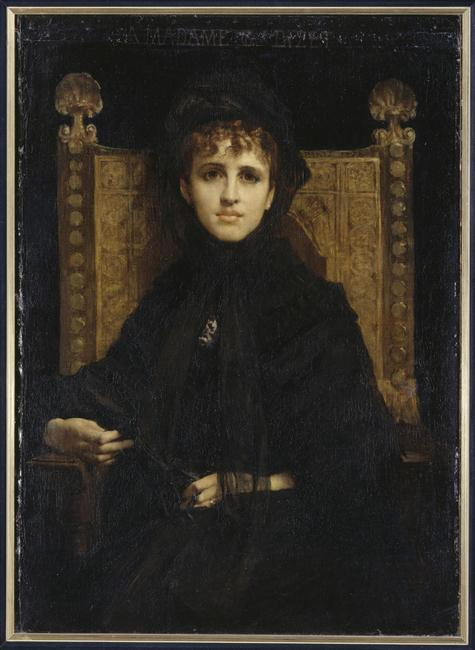
Портрет Женевьевы Галеви (фр.), супруги композитора Жоржа Бизе, 1878, Париж , Музей Орсе
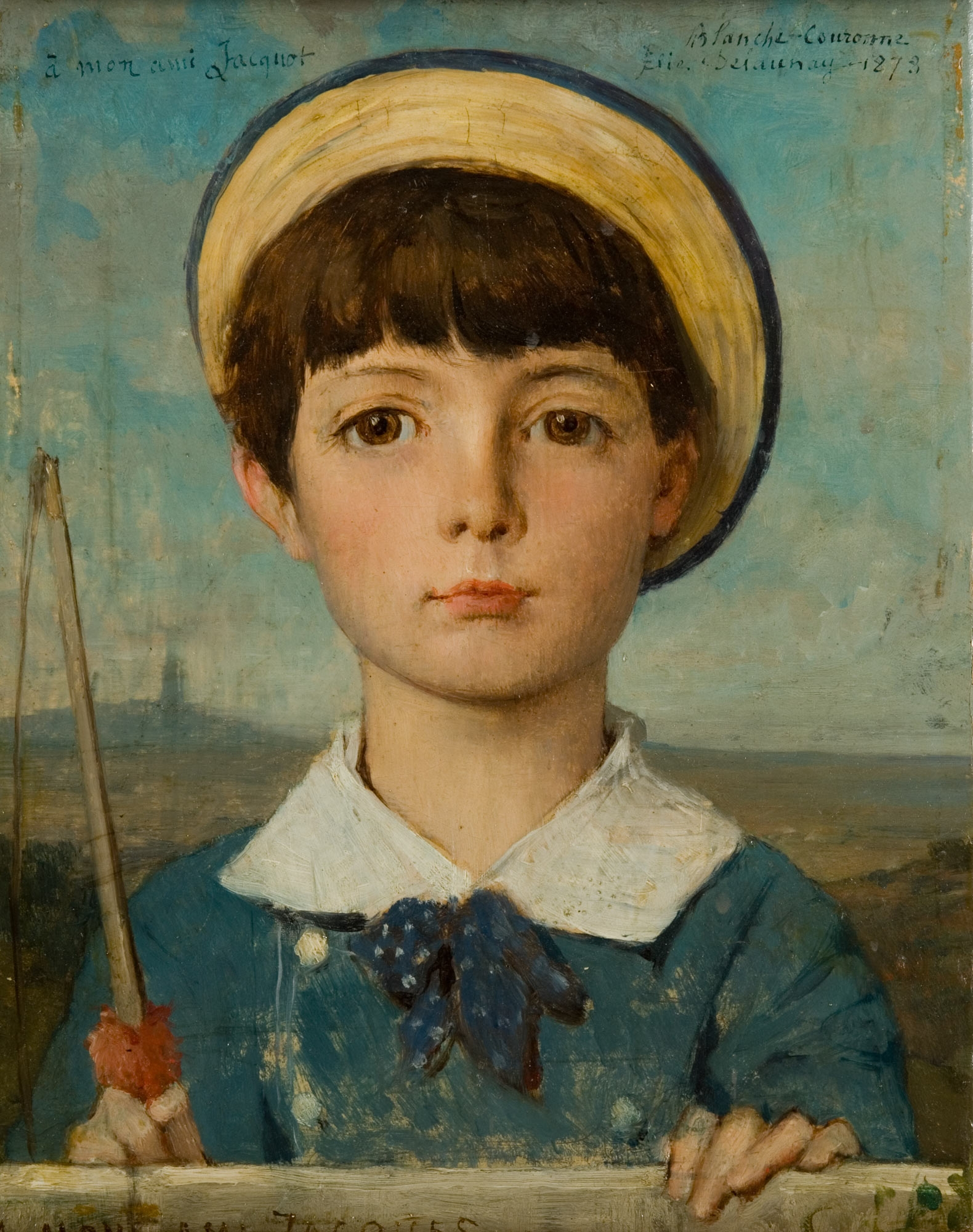
Жак Бизе, сын композитора, 1878, Музей изящных искусств (Нант)
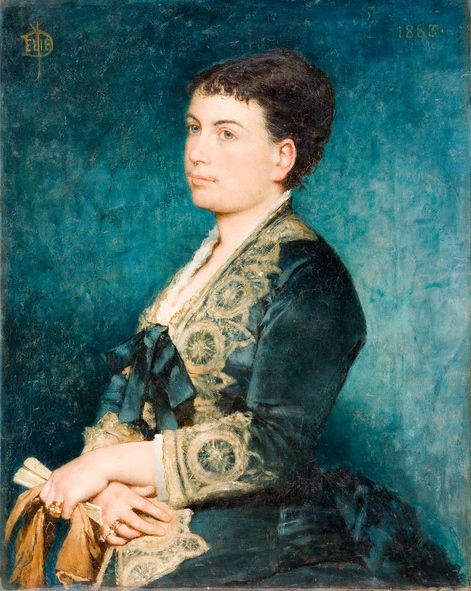
Мадам Фанни Гьяр, урождённая Гоэн, 1883, Музей изящных искусств (Нант)
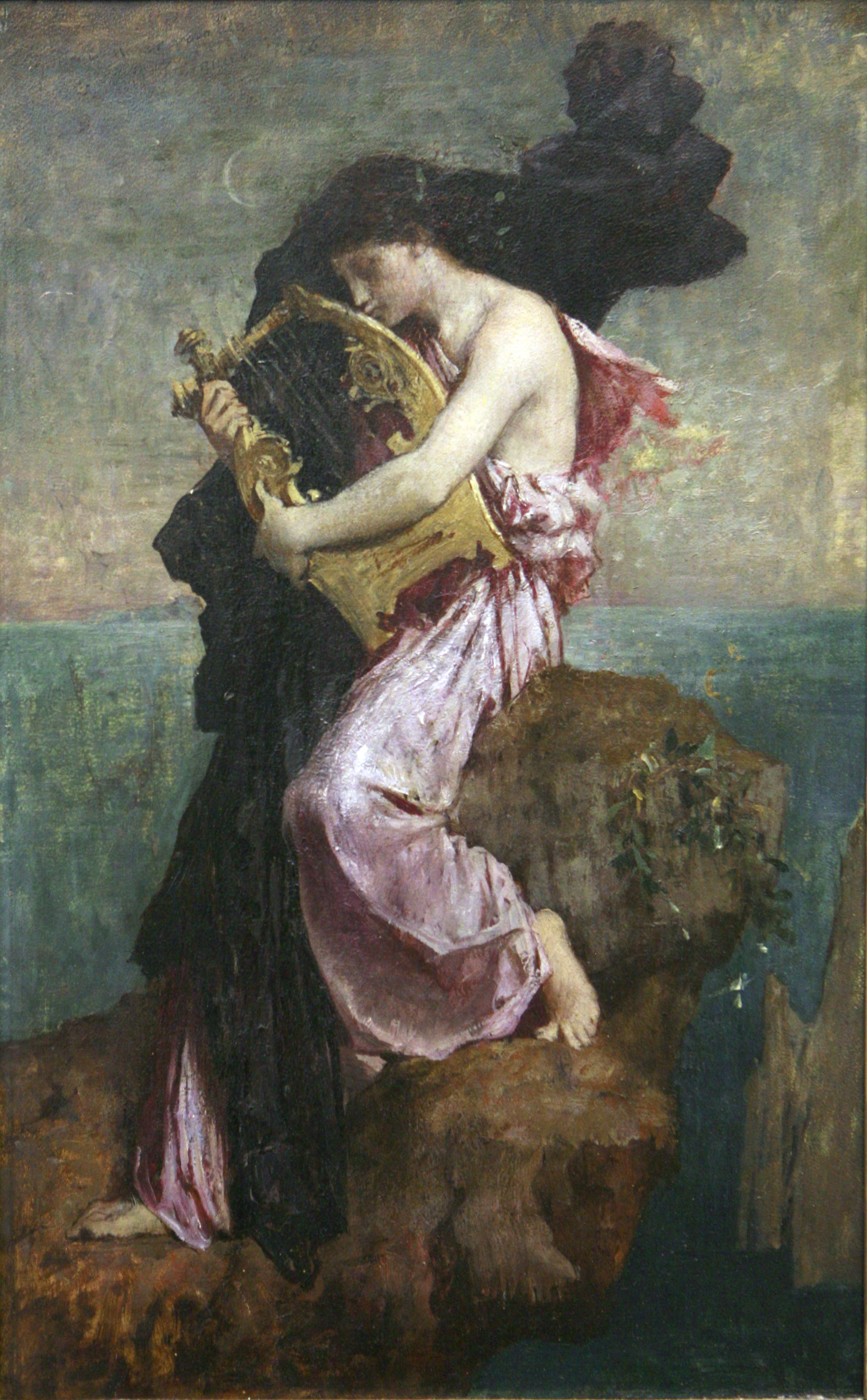
Сапфо, обнимающая свою лиру, Музей изящных искусств (Брест, Франция)